# Psebiínos
Psebiínos (Psebiini) é uma tribo de coleópteros da subfamília Cerambycinae.

## Sistemática
- Ordem Coleoptera
  - Subordem Polyphaga
    - Infraordem Cucujiformia
      - Superfamília Chrysomeloidea
        - Família Cerambycidae
          - Subfamília Cerambycinae
            - Tribo Psebiini (Lacordaire, 1869)
              - Gênero Bostrychopsebium (Quentin & Villiers, 1971)
              - Gênero Bottegia (Gestro, 1895)
              - Gênero Capepsebium (Adlbauer, 2000)
              - Gênero Chorothyse (Pascoe, 1867)
              - Gênero Cleptopsebium (Quentin & Villiers, 1971)
              - Gênero Dodecocerus (Dalens & Touroult, 2008)
              - Gênero Duffyia (Quentin & Villiers, 1971)
              - Gênero Frondipedia (Martins & Napp, 1984)
              - Gênero Haplopsebium (Aurivillius, 1891)
              - Gênero Hovorea (Chemsak & Noguera, 1993)
              - Gênero Idiopsebium (Quentin & Villiers, 1971)
              - Gênero Macropsebium (Bates, 1878)
              - Gênero Nathriobrium (Hovore, 1980)
              - Gênero Nathrius (Brèthes, 1916)
              - Gênero Nesopsebium (Fairmaire, 1894)
              - Gênero Paraleptidea (Gounelle, 1913)
              - Gênero Pectinopsebium (Adlbauer & Bjørnstad, 2012)
              - Gênero Pembius (Quentin & Villiers, 1971)
              - Gênero Plectopsebium (Boppe, 1914)
              - Gênero Psebium (Pascoe, 1864)
              - Gênero Pseudobottegia (Duffy, 1955)